# Tiefkarspitze
Die Tiefkarspitze ist ein 2430 m ü. NHN hoher Berg im Karwendel an der Grenze zwischen Bayern und Tirol. Sie ist Teil der Nördlichen Karwendelkette und ist ein markanter Gipfel im Grat zwischen dem Wörner und der Westlichen Karwendelspitze. Zudem stellt sie die östliche Begrenzung des Dammkars dar.